# Вулиця Сергія Короля (Тернопіль)
Вулиця Сергія Короля — магістральна вулиця в південно-західній частині Тернополя в мікрорайоні «Дружба».
Починається на Майдані Перемоги від перехрестя вулиць Гетьмана Мазепи, Львівської та Максима Кривоноса. Продовжується автошляхами E50 та М12 біля села Підгороднє. На межі міста перетинається з об'їзною дорогою, що є частиною автошляху М19. Довжина вулиці — близько 1,5 км.
З лівого боку до вулиці Сергія Короля прилучаються вулиці Володимира Лучаковського, Тролейбусна, з правого боку — Загребельна та Грабовського.

## Історія

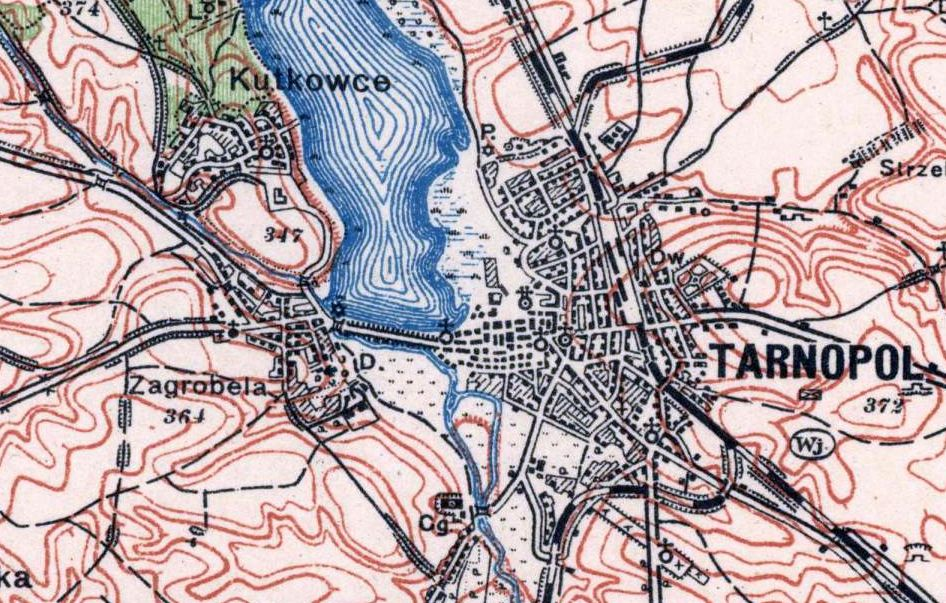
Загребелля на карті (Бережанська дорога з правої сторони)

Сучасна вулиця Сергія Короля здавна була дорогою з села Загребелля до сусіднього Підгороднього (раніше Янівка) і далі до Бережан, відповідно й називалась Бережанською дорогою або Бережанським гостинцем. На картах відома з кінця XVIII ст. (мапи фон Міґа), проходила приблизно там де й сьогодні.
При Бережанському гостинці знаходився цвинтар з каплицею святого Антонія, де був родинний гробівець Кросновських. Кладовище зазнало значних руйнувань під час Другої світової. У 1960-х рр. цвинтар знищено і забудовано.
Як вулиця Бережанська почала вимальовуватися лише перед Другою світовою війною.
У 1925 році Загребелля ввійшло до складу міської ґміни Тернополя. Під час боїв за Тернопіль весною 1944 р. село було останнім форпостом німецького гарнізону і зазнало колосальних руйнувань.
У 1960-х рр. на території Загребелля почалось будівництво нового житлового масиву «Дружба», в тому числі була забудована частина вулиці Бережанської.
13 грудня 2024 року Тернопільською міською радою вулицю було перейменовано на честь Героя України Сергія Короля, полеглого в російсько-українській війні.

## Установи
- Наукова бібліотека Тернопільського національного економічного університету (Сергія Короля, 4).
- Церква святого Пантелеймона УГКЦ (Сергія Короля, 3А).
- Церква Успіння Пресвятої Богородиці УАПЦ (Сергія Короля, 44).
- Заклади громадського харчування, крамниці та інше.

## Парки
На відтинку від вул. Грабовського до Об'їзної дороги з правого боку вулиці розташований Тернопільський дендропарк, що є частиною регіонального ландшафтного парку «Загребелля». У межах дендропарку навпроти вулиці Володимира Лучаковського є Парк Здоров'я.

## Транспорт
Вулиця є однією з найінтенсивніших магістралей міста. Тут розміщені вісім зупинок громадського транспорту:
- Західноукраїнський університет — автобусні маршрути № 11, 19, 27, 29, 31, 33, 40, 42, 50, тролейбуси № 2, 6, а також усі, що їдуть з депо.
- вул. Сергія Короля (до центру) — автобусні маршрути № 11, 19, 27, 29, 31, 33, 40, 42, 50, тролейбуси № 2, 6, а також усі, що їдуть з депо.
- вул. Сергія Короля (від центру) — автобусні маршрути №  11, 27, 33, 40, 42, 50, тролейбуси № 2, 6, а також усі, що їдуть в депо.
- Міська лікарня №3 (на вимогу) — автобусні маршрути № 11, 27, 33, 40, 42, 50 тролейбуси № 2, 6, а також усі, що їдуть в депо.
- Парк Здоров'я — автобусні маршрути №  27, 40, тролейбус №  6, а також усі, що їдуть в депо.
- Магазин «Карпати» — автобусні маршрути № 31, 40, 42, 50, тролейбуси № 2, 6, а також усі, що їдуть з депо.
- Сервісний центр (від центру) — окремі рейси автобусних маршрутів № 11, 27 в напрямку кладовища в селі Підгороднє, регулярні рейси автобусного маршруту №40.
- Сервісний центр (до центру) — окремі рейси автобусних маршрутів № 11, 27 від кладовища в селі Підгороднє, регулярні рейси автобусного маршруту №40.

## Світлини

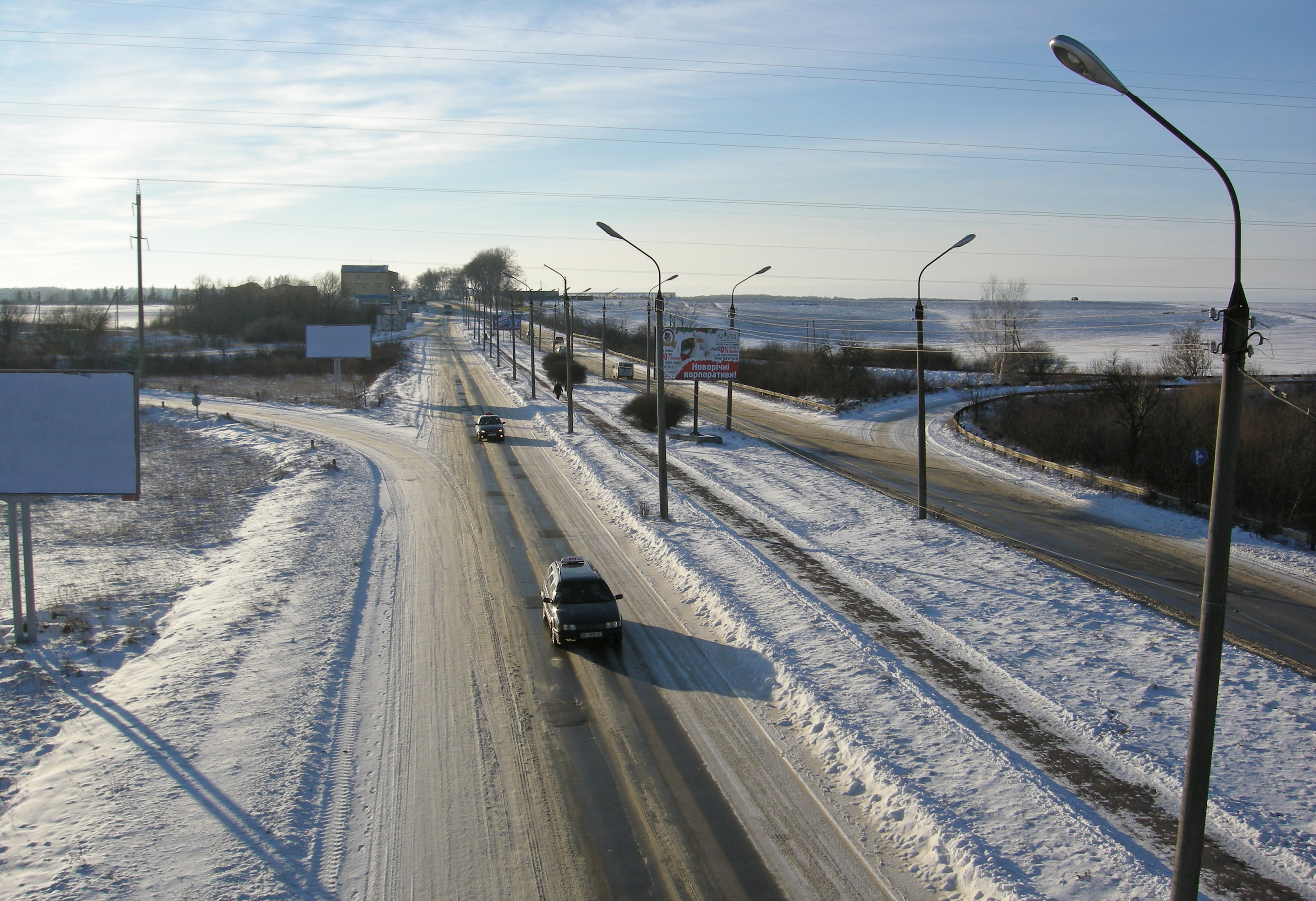
Вулиця Сергія Короля й автошлях М12 у бік с. Підгородне
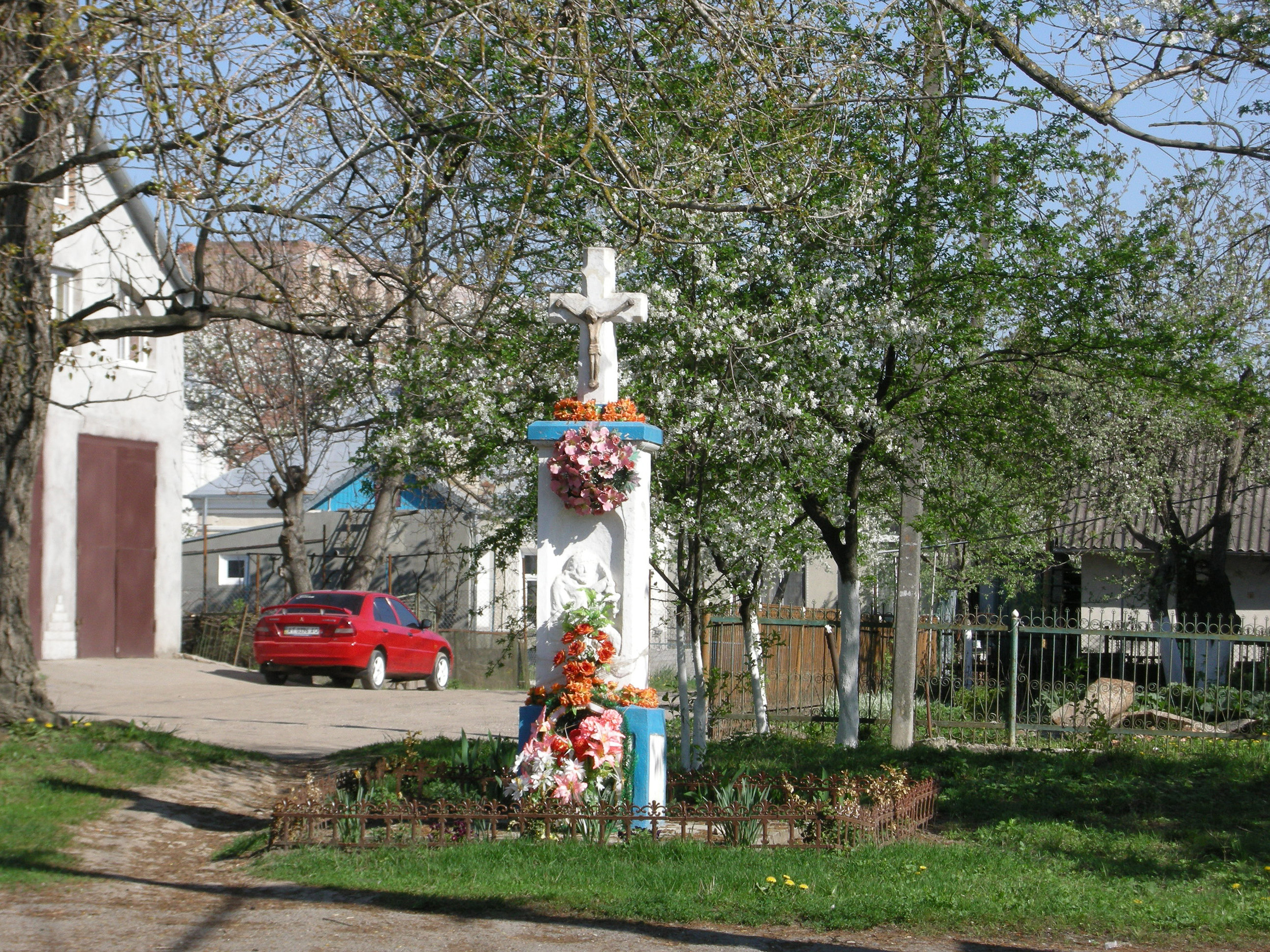
Давній хрест на вулиці Сергія Короля
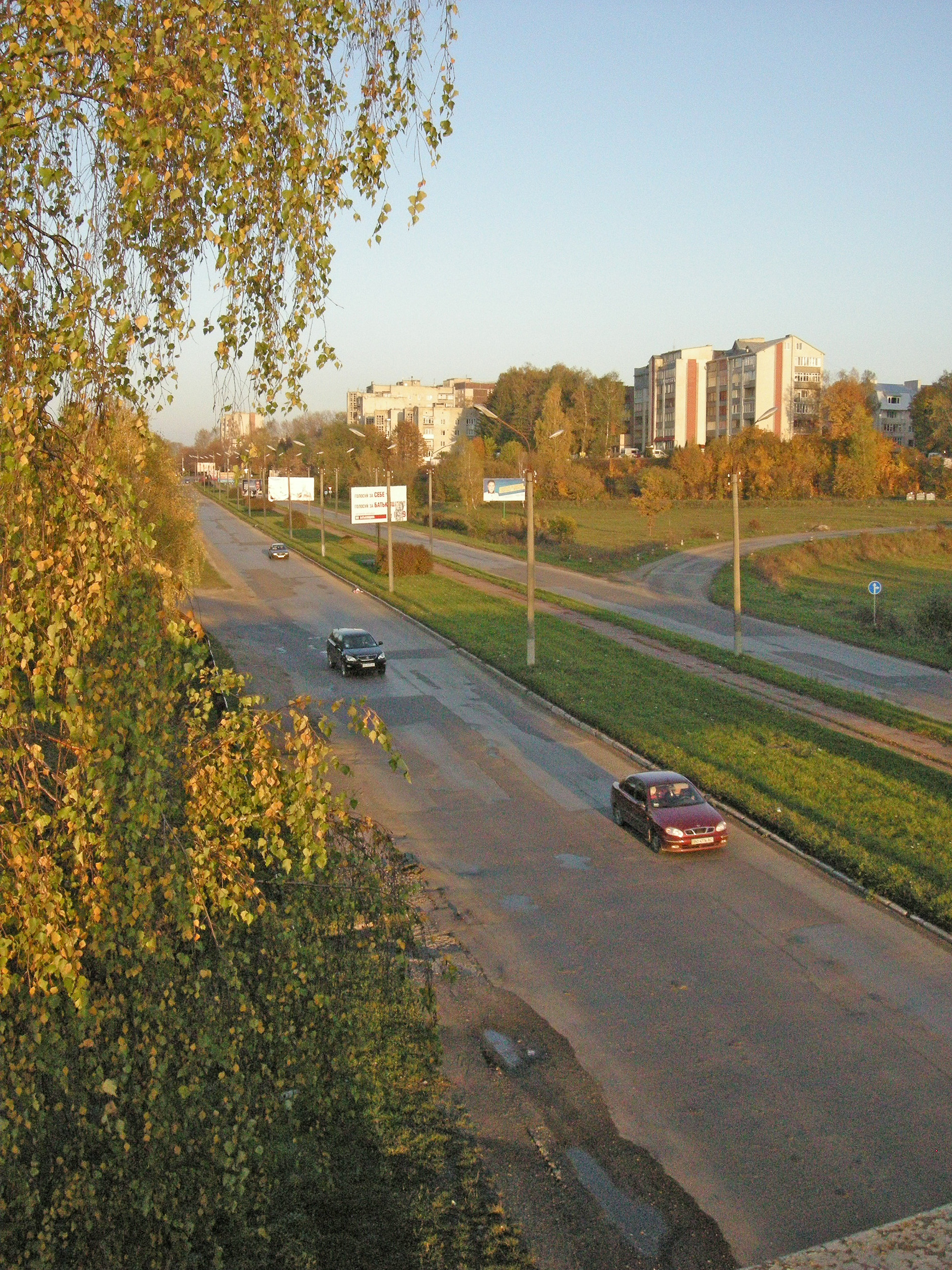
Вигляд на вулицю Сергія Короля з моста на Об'їзній